# 元光基
元光基（527年—545年3月17日），字昭德，河南郡洛阳县（今河南省洛阳市东）人，魏孝武帝元脩第四子，官至侍中、征西将军、雍州刺史、司空公，封吴郡王。东魏武定三年岁在辛未二月丁巳朔十九日（545年3月17日），元光基在私人住宅中去世，虚岁十九，武定三年六月廿八日（545年7月22日）迁葬于西陵。其墓志全称《魏故侍中征西将军雍州刺史司空公吴郡王墓志铭》，拓片藏于北京图书馆。
河北大学文学院教授梁春胜指出，元光基墓志有两个问题，其一是干支不合，墓志称武定三年岁在辛未二月丁巳朔十九日癸亥去世，但是检《二十四史朔闰表》，武定三年岁次乙丑二月庚戌朔；其二元光基墓志完全抄袭了胡明相墓志的铭词部分。所以梁春胜将元光基墓志判定为伪刻。